# Апостольська адміністратура для католиків візантійського обряду в Казахстані та Центральній Азії
Апостольська адміністратура для католиків візантійського обряду в Казахстані та Центральній Азії (лат. Administratio Apostolica Cazastaniae et Asiae Centralis pro fidelibus ritus byzantini) — апостольська адміністрація для католиків візантійського обряду в Казахстані і підпорядкована безпосередньо Святому Престолу, заснована 1 червня 2019 року Папою Франциском. Охоплює всю територію Казахстану та Центральної Азії. Осідок адміністратора при Храмі Покрови Божої Матері в Караганді.

## Історія
Існують спорадичні відомості про присутність візантійських католиків у Центральній Азії з XVII століття. Але значне збільшення їх кількості відбулося у XX столітті, особливо після масових депортацій, здійснених радянським режимом у 1930—1940 роки.
За деякими підрахунками, між 1939 та 1953 роками близько 150 000 українських греко-католиків було заслано до Центральної Азії — особливо до Казахстану. Разом з ними близько 150 священників, серед них блаженний Олексій Зарицький, та два єпископи: Олександр Хіра та блаженний Никита Будка.
Після амністії, оголошеної на хвилі політичних змін, що відбулися в 1953 році зі смертю Йосипа Сталіна, присутність греко-католиків на цих землях значно зменшилася, але залишалася постійною. Душпастирська праця здійснювалася таємно, щойно з падінням комунізму в 1991 році греко-католики отримали змогу легалізуваи свою діяльність. Греко-католицькі парафії були створені в Караганді, Павлодарі, Астані, Сатпаєві, Шидерті та в Алмати, а також у кількох інших місцях. За теперішніми підрахунками, в регіоні Центральної Азії налічується приблизно 10 000 віруючих католиків візантійського обряду.
У 1991 році душпастирство вірних католиків візантійського обряду було доручено єпископу Яну Павлу Лензі — апостольському адміністратору в Казахстані та Центральній Азії. У 1996—2002 роках ці повноваження здійснював єпископ Василь Медвіт — василіянин, апостольський візитатор греко-католицьких вірних у Казахстані та Центральній Азії.
1 червня 2019 року Папа Римський Франциск заснував Апостольську адміністратуру з осідком в Караганді, для вірних Католицької церкви візантійського обряду в Казахстані та Центральній Азії, також відомої як Українська греко-католицька церква, що охоплює всю територію Казахстану та країни Центральної Азії.
Тоді ж Папа призначив Апостольського Адміністратора для вірних візантійсько-українського обряду о. мітрата Василя Говеру — душпастиря та делегата Конгрегації Східних Церков для вірних греко-католиків у Казахстані та Центральній Азії.
7 лютого 2023 року декретом Василя Говери було постановлено, що Апостольська адміністратура для католиків візантійського обряду в Казахстані та Центральній Азії з 1 вересня 2023 року переходить на новоюліанський календар вслід за УГКЦ в Україні та Польщі.

## Парафії
- Астана — греко-католицька парафія св. Йосифа Обручника
- Екібастуз — греко-католицька парафія Різдва Пресвятої Богородиці
- Караганда — греко-католицька парафія Покрови Пресвятої Богородиці
- Павлодар — греко-католицька парафія святих апостолів Петра і Павла
- Сатпаєв — греко-католицька парафія святого пророка Іллі

Останньою, 9 серпня 2023 року зареєстрована парафія святого Олексія Зарицького у місті Алмати. 
24 червня 2022 року отримала реєстрацію керівна структура греко-католиків Казахстану, під назвою: "Республиканское религиозное объединение "Греко-католическая апостольская администратура для католиков византийского обряда в Казахстане". 